# 3577 Putilin
3577 Putilin је астероид чија средња удаљеност од Сунца износи 3,938 астрономских јединица (АЈ).
Апсолутна магнитуда астероида је 10,4.